# Bivak IV na Rušju
Bivak IV na Rušju (1980 m) je planinska postojanka oziroma bivak, ki stoji nad dolino Vrat. Upravlja ga planinsko društvo Jesenice.

## Dostop
- 2½h - 3h: od Aljaževega doma v Vratih (1015 m)

## Vzponi na vrhove
- 2 h: Stenar (2501 m), čez Stenarska vratca (delno brezpotje!)
- 3 h: Škrlatica
- 2¾ h: Dolkova špica (2591 m)
- 2½ h: Križ (2410 m)